# Het oor van Gogh
Het oor van Gogh is het 18e stripalbum van Agent 327, getekend door Martin Lodewijk en in 2003 uitgegeven door Uitgeverij M. Het verhaal (dossier) is voor het eerst verschenen in het Algemeen Dagblad in 2003 (3 juli t/m 18 oktober).
Het oor van Gogh werd ontvangen als het beste dossier sinds jaren.
Na een korte scène waarin het typische gegeven van gadgets uit James Bond op de hak wordt genomen (met een hond die wel erg op Bobbie lijkt) begint het verhaal pas echt. Een verhaal waarin het leven van Vincent van Gogh een belangrijke achtergrond is.

## Verhaal
Op een pas ontdekt schilderij van Van Gogh blijkt een mobiele telefoon te staan. Maar volgens alle tests is het schilderij echt, inclusief de mobiele telefoon. Enig onderzoek in het Van Gogh Museum (waarbij enkele fragmenten uit een beeldverhaal over Van Gogh, door Dick Matena worden geciteerd) haalt niets uit. Hierop vertrekken Agent 327 en Olga Lawina zonder enig plan naar Zuid-Frankrijk waar ze in de zaak verder verstrikt raken. Ze ontdekken voor de kust het verloren gegane eiland Profiteroles waar een kopie van het stadje Arles is nagebouwd met figuranten en al. Hier is ook een kloon van Vincent van Gogh die 'nieuwe' Van Goghs schildert. Paul Poendrop is hier de man die met de nieuwe vervalsingen kapitalen probeert te verdienen.